# ひらけ!GOMA王国
『ひらけ!GOMA王国』（ひらけ ゴマおうこく）は、フジテレビ系列局ほかで放送されていた関西テレビ製作のバラエティ番組である。製作局の関西テレビでは1995年10月3日から1996年3月12日まで、毎週火曜 22:00 - 22:54 （日本標準時）に放送。

## 概要
夫婦関係の話題をテーマにしていた番組。番組後半にはフジテレビ製作の『魔法のランプ!』（金曜20:00枠、1995年4月28日 - 同年8月25日）のコンセプトを受け継いだゲームコーナーがあり、これをクリアした出場者には賞品を贈っていた。当初は女王判定とお仕置きとギャンブルコロシアムとアームレスリングだったが、11月21日からテコ入れ。女王判定とお仕置きとギャンブルコロシアムとアームレスリングは廃止、わにわにぱにっくと復しゅうご対面ボックスとつかみ取りボックスに、司会は和田アキ子と渡辺徹が務めていた。
番組のテーマ曲は、同時期に放送されたテレビアニメ『愛天使伝説ウェディングピーチ』の一部の音楽がBGMに使用されていた。番組のCMで流れるジングルは『愛天使伝説ウェディングピーチ』と同様にアイキャッチの使用が流されていた。ゲームコーナーの掛かるBGMでは『愛天使伝説ウェディングピーチ』と同じく効果音（SE）が使われていた。その際には、一部BGMが関わらない場合も存在していた。
番組前半がロート製薬の一社提供で、後半がロート製薬以外の複数社（P&Gをはじめとする複数社）による提供だったため、番組本編の開始前にはロートのオープニングキャッチが流れていた。ちなみに前番組までは起き上がるように表示されていたが、この番組からフェードインで表示されるようになった（これは「SMAPxSMAP」の初期用に使われていたのと同様）。
前番組末期同様、『火曜サスペンス劇場』 (日本テレビ）、『ニュースステーション』 (テレビ朝日）、『ジャングルTV 〜タモリの法則〜』 (毎日放送）、兵庫県では『火曜洋画劇場』 (サンテレビ）の厚い壁に阻まれた。そして当番組終了後、次にバラエティ番組が放送されるのは『有吉弘行のダレトク!?』まで21年放送されなかった。

## 出演者
スタジオを「王国」に見立てていたため、レギュラーにはそれぞれ肩書きがあった。

### 司会
- 和田アキ子（王女）
- 渡辺徹（大臣）

### 騎士団（レギュラー）
- 飯島愛
- 岩井由紀子
- ウド鈴木（キャイ〜ン）
- 天野ひろゆき（キャイ〜ン）
- 勝俣州和（当時K2）
- 堀部圭亮（当時K2）
- 恵俊彰（ホンジャマカ）
- 上島竜兵（ダチョウ倶楽部）
- 寺門ジモン（ダチョウ倶楽部）
- 肥後克広（ダチョウ倶楽部）
- 野々村真
- 桑野信義
- 峰竜太
- 渡辺めぐみ
- 宮前真樹
- 鈴木紗理奈

ほか

### ナレーター
- 杉山一雄（当時関西テレビアナウンサー）
- 大森章督

### ゲスト
- 1995年10月3日  - 武田鉄矢
- 1995年10月10日 - 森口博子
- 1995年10月17日 - ヒロミ
- 1995年10月24日 - 美川憲一
- 1995年10月31日 - ルー大柴
- 1995年11月7日  - 山瀬まみ
- 1995年11月14日 - 松村邦洋
- 1995年11月21日 - 田代まさし
- 1995年11月28日 - 秋野暢子
- 1995年12月5日  - 赤井英和、田中美佐子
- 1995年12月12日 - グレートチキンパワーズ
- 1995年12月19日 - 永瀬正敏
- 1995年12月26日 - マルシア
- 1996年1月9日   - 穴井夕子、持田真樹、遊井亮子、矢部美穂
- 1996年1月16日 -  甲本ヒロト、大黒摩季
- 1996年1月23日 -  保阪尚希
- 1996年1月30日 -  石堂夏央、中村榮美子、秋本祐希、菅野美穂、雛形あきこ、建みさと、京野ことみ、中山エミリ
- 1996年2月6日  -  浅野ゆう子、柳葉敏郎
- 1996年2月13日 -  鈴木杏樹
- 1996年2月20日 -  安達祐実
- 1996年2月27日 -  三上博史、岡田浩暉、大浦龍宇一、竹野内豊、牧瀬里穂
- 1996年3月5日  -  田辺誠一、稲森いずみ
- 1996年3月12日 -  SMAP

### 放映リスト
- 1 元彼のアレをスタジオで炎上/巨乳を救え/妻がマル秘の贈り物
- 2 聖夜の誓いを捨てる女&奥様の機関銃/森口アッコ激突/野々村VSキャイーン
- 3 岩井・野々村・K2のリポーター/ギャンブルコロシアム/アームレスリング
- 4 爆笑・世界最大のラブレター/恋人達をイカせる音楽/美川憲一VS和田アキ子
- 5 ニューハーフが初恋男性とご対面/三角関係を番組で精算/桑マン涙の卒業式
- 6 金髪ヌード男に喜ぶ女/山瀬まみ涙の失恋秘話?/爆笑16人大家族/失恋詩集を燃やす女
- 7 衝撃告白・私の彼は男に奪われた/オカマの過激キッス/30㌔太った松村邦洋
- 8 今夜からリニューアル/大爆笑・ナマハゲが街を行く/たった一人の甲子園
- 9 中華の鉄人が出張料理/猫に呪われた2組の夫婦/日本初・象の集団お見合い
- 10 飯島愛の夜の出張マッサージ/男から男へ・禁断の愛を告白/現金争奪大乱戦
- 11 ダチョウ恐怖3000㍍飛び降りプロレス軍団乱入に焼き肉屋パニック/無理やり神の声
- 12 飯島愛の出張サービス/たった2分で整形美人/野々村が袋だたき
- 13 久本が東がラモスが・芸能界を揺るがす大事件発生マルシアのプレゼント
- 14 今年もプレゼント満載・犬が嫌いで何が悪い・和田激怒にスタジオ大混乱桑マン突撃
- 15 もう隠せない・女装の趣味を彼女に告白/失恋21回の男を美女20人に挑む
- 16 和田アキ子番組で初めて涙を?/料理下手美女涙の特訓/感動!雪国の子に夢の贈り物
- 17 激突・元暴走族の血が騒ぐ?・ヤンママ軍団嵐の対決/85歳のおじいちゃん涙の初体験
- 18 ウルトラマンと泣き虫少年の熱き友情/リポーター涙の特訓/茨城県で宝石が探れる
- 19 寒い夜に心温まるプレゼント私カレーが食べたいんです/現金つかみどり箱新記録
- 20 お願い許して・ボンデージで迫る美女/11歳のボク初恋を告白/女将さんになりたい
- 21 大好評現金つかみどりBOX今宵もあなたにお礼の雨が降り注ぐ/アッコウドに喝
- 22 もう一度先生俺にビンタを/バスガイドと涙の再会/男純情8年間の思い/ダメ男改造
- 23 今夜はスペシャル!対決!勝俣vsアジャ/桑マン涙のステージ/興奮!飯島（最終回）

## ネット局
| 放送対象地域   | 放送局             | 系列                          | 備考   |
| -------------- | ------------------ | ----------------------------- | ------ |
| 近畿広域圏     | 関西テレビ         | フジテレビ系列                | 製作局 |
| 関東広域圏     | フジテレビ         | フジテレビ系列                |        |
| 北海道         | 北海道文化放送     | フジテレビ系列                |        |
| 岩手県         | 岩手めんこいテレビ | フジテレビ系列                |        |
| 宮城県         | 仙台放送           | フジテレビ系列                |        |
| 秋田県         | 秋田テレビ         | フジテレビ系列                |        |
| 新潟県         | 新潟総合テレビ     | フジテレビ系列                |        |
| 長野県         | 長野放送           | フジテレビ系列                |        |
| 静岡県         | テレビ静岡         | フジテレビ系列                |        |
| 富山県         | 富山テレビ         | フジテレビ系列                |        |
| 石川県         | 石川テレビ         | フジテレビ系列                |        |
| 福井県         | 福井テレビ         | フジテレビ系列                | [ 3 ]  |
| 中京広域圏     | 東海テレビ         | フジテレビ系列                |        |
| 島根県・鳥取県 | 山陰中央テレビ     | フジテレビ系列                |        |
| 岡山県・香川県 | 岡山放送           | フジテレビ系列                |        |
| 広島県         | テレビ新広島       | フジテレビ系列                |        |
| 徳島県         | 四国放送           | 日本テレビ系列                |        |
| 愛媛県         | テレビ愛媛         | フジテレビ系列                |        |
| 福岡県         | テレビ西日本       | フジテレビ系列                |        |
| 佐賀県         | サガテレビ         | フジテレビ系列                |        |
| 長崎県         | テレビ長崎         | フジテレビ系列                |        |
| 熊本県         | テレビくまもと     | フジテレビ系列                |        |
| 大分県         | テレビ大分         | 日本テレビ系列 フジテレビ系列 |        |
| 鹿児島県       | 鹿児島テレビ       | フジテレビ系列                |        |

- テレビ山梨
- テレビ高知

## 備考
この曲は『愛天使伝説ウェディングピーチ』のアイキャッチ（作曲：長谷川智樹）で使用されたものと同じになっていたが、ゲームで使われたものと同様の措置が取られていた。
月曜深夜に時差ネットされていた四国放送においてはロートのオープニングキャッチが無く、スポンサーも徳島県内の企業が務めていた。